# 140 av. J.-C.
Cette page concerne l'année 140 av. J.-C. du calendrier julien proleptique.

## Événements
- 7 octobre 141 av. J.-C. (1er janvier 614 du calendrier romain) : début à Rome du consulat de Quintus Servilius Caepio et Caius Laelius Sapiens[1].
  - Le consul Caepio est envoyé en Hispanie ultérieure relever son frère Fabius Servilianus ; il reprend la lutte contre Viriate au mépris du traité signé par Servilianus[2]. Il réussit à prendre Erisana par un coup de main. Surpris, Viriate quitte la Bétique et se retire en Carpétanie. Viriate attaque alors Segóbriga et détruit la cité[3]. Caepio le poursuit, mais il réussit à s'échapper et à gagner la Lusitanie. Caepio attaque alors ses alliés Vettons pour lui couper le ravitaillement et pour la première fois pénètre dans le pays montagneux des Gallaeci. Il construit une route entre le Guadiana (Anas) et le Tage (Tagus) et un camp permanent à Castra Servilia, près de Cáceres[4],[5].
- Février : conquête de Suse par les Parthes[6].

- Entre le 7 septembre et le 12 février 139 av. J.-C. : Cléopâtre III épouse son oncle Ptolémée VIII Évergète II[7].

- Ambassade itinérante de Scipion Émilien, Spurius Mummius et Lucius Caecilius Metellus Calvus pour tout le bassin oriental (140-139 av. J.-C.)[8]. Scipion est accompagné par son conseiller le philosophe stoïque Panétios de Rhodes. et visite Alexandrie, Chypre, la Syrie, Pergame, Rhodes[9]…

## Naissances
- Tigrane II d'Arménie
- Salomé Alexandra, reine de la dynastie hasmonéenne